# Начальник штабу Повітряних сил США
Начальник штабу Повітряних сил США (англ. Chief of Staff of the United States Air Force, CSAF) — найвища офіцерська посада у ПС США і член Об'єднаного комітету начальників штабів.
Висувається президентом і затверджуються Сенатом. Статутом визначено, що начальник штабу призначається з числа генералів Повітряних сил країни.
Начальник штабу підпорядковується безпосередньо секретареві ПС і допомагає йому у військових питаннях, які є у Повітряних силах.
Несе безпосередню відповідальність за організацію, підготовку і оснащення більше ніж 700 000 військовослужбовців, національної гвардії і цивільних сил, що працюють у повітряних силах США. Під керівництвом секретаря, призначає військовослужбовців і ресурси в Об'єднані командування. А також виконує інші обов'язки, призначені згідно з § 8033 10-го Коду законів США, або затверджені секретарем ПС.
Чинним начальником штабу є генерал Девід Алвін (з 2 листопада 2023).

## Список начальників штабу Повітряних сил (1947—нині)
| №     | Фото | В/звання прізвище роки життя                                       | Час на посаді    | Час на посаді   | Час на посаді | Основний фах                                | Секретарі                                              | Секретарі                                                                            | Прим.                                                          |
| №     | Фото | В/звання прізвище роки життя                                       | Початок          | Завершено       | Діб на посаді | Основний фах                                | ПС                                                     | МО                                                                                   | Прим.                                                          |
| ----- | ---- | ------------------------------------------------------------------ | ---------------- | --------------- | ------------- | ------------------------------------------- | ------------------------------------------------------ | ------------------------------------------------------------------------------------ | -------------------------------------------------------------- |
| 1     |      | генерал Карл Спаатс (28 червня 1891 — 14 липня 1974)               | 26 вересня 1947  | 29 квітня 1948  | 216           | винищувач                                   | Стюарт Сімінгтон                                       | Джеймс Форрестол                                                                     |                                                                |
| 2     |      | генерал Гойт Ванденберг (24 січня 1899 — 2 квітня 1954)            | 30 квітня 1948   | 29 червня 1953  | 1887          | штурмовик та винищувач                      | Стюарт Сімінгтон Томас Фінлеттер Гарольд Талботт       | Джеймс Форрестол Луїс Артур Джонсон Джордж Маршалл Роберт Ловетт Чарльз Ервін Вілсон |                                                                |
| 3     |      | генерал Натан Фаррагут Твайнінг (11 жовтня 1897 — 29 березня 1982) | 30 червня 1953   | 30 червня 1957  | 1461          | винищувач та бомбардувальник                | Гарольд Талботт Дональд Куорлз Джеймс Гендерсон Дуглас | Чарльз Ервін Вілсон                                                                  | Голова Об'єднаного комітету начальників штабів США (1957–1960) |
| 4     |      | генерал Томас Дрессер Вайт (6 серпня 1901 — 22 грудня 1965)        | 1 липня 1957     | 30 червня 1961  | 1460          | літаки-розвідники та управління             | Джеймс Гендерсон Дуглас Дадлі Шарп Юджін Цукерт        | Чарльз Ервін Вілсон Ніл Макелрой Томас Гейтс Роберт Мак-Намара                       |                                                                |
| 5     |      | генерал Кертіс Лемей (15 листопада 1906 — 1 жовтня 1990)           | 30 червня 1961   | 31 січня 1965   | 1311          | бомбардувальник                             | Юджін Цукерт                                           | Роберт Мак-Намара                                                                    |                                                                |
| 6     |      | генерал Джон Макконнел (7 лютого 1908 — 21 листопада 1986)         | 1 лютого 1965    | 31 липня 1969   | 1641          | винищувач                                   | Юджін Цукерт Гарольд Браун Роберт Сіманс               | Роберт Мак-Намара Кларк Кліффорд Мелвін Лейрд                                        |                                                                |
| 7     |      | генерал Джон Дейл Раян (10 грудня 1915 — 27 жовтня 1983)           | 1 серпня 1969    | 31 липня 1973   | 1460          | бомбардувальник                             | Роберт Сіманс Джон Лютер Маклукас                      | Мелвін Лейрд Елліот Річардсон Джеймс Шлезінгер                                       |                                                                |
| 8     |      | генерал Джордж Скратчлі Браун (17 серпня 1918 — 5 грудня 1978)     | 1 серпня 1973    | 30 червня 1974  | 333           | бомбардувальник                             | Джон Лютер Маклукас                                    | Джеймс Шлезінгер                                                                     | Голова Об'єднаного комітету начальників штабів США (1974–1978) |
| 9     |      | генерал Девід Чарльз Джонс (9 липня 1921 — 10 серпня 2013)         | 1 липня 1974     | 20 червня 1978  | 1450          | бомбардувальник                             | Джон Лютер Маклукас Томас Кейр Рід Джон Чарльз Стетсон | Джеймс Шлезінгер Дональд Рамсфелд Гарольд Браун                                      | Голова Об'єднаного комітету начальників штабів США (1978–1982) |
| 10    |      | генерал Л'ю Аллен (30 вересня 1925 — 4 січня 2010)                 | 1 липня 1978     | 30 червня 1982  | 1460          | бомбардувальник                             | Джон Чарльз Стетсон Ганс Марк Верне Орр                | Гарольд Браун Каспар Вайнбергер                                                      |                                                                |
| 11    |      | генерал Чарльз Гебріел (21 січня 1928 — 4 вересня 2003)            | 1 липня 1982     | 30 червня 1986  | 1460          | винищувач                                   | Верне Орр Рассел Рурк Едвард Олбрідж                   | Каспар Вайнбергер                                                                    |                                                                |
| 12    |      | генерал Ларрі Велч (нар.9 червня 1934)                             | 1 липня 1986     | 30 червня 1990  | 1460          | винищувач                                   | Едвард Олбрідж Дональд Райс                            | Каспар Вайнбергер Френк Карлуччі Дік Чейні                                           |                                                                |
| 13    |      | генерал Майкл Дуган (нар.22 лютого 1937)                           | 1 липня 1990     | 17 вересня 1990 | 78            | винищувач                                   | Дональд Райс                                           | Дік Чейні                                                                            |                                                                |
| (ТВО) |      | генерал Джон Майкл Лох (нар.14 березня 1938)                       | 18 вересня 1990  | 29 жовтня 1990  | 41            | винищувач                                   | Дональд Райс                                           | Дік Чейні                                                                            |                                                                |
| 14    |      | генерал Мерріл Макпік (нар.9 січня 1936)                           | 30 жовтня 1990   | 25 жовтня 1994  | 1456          | винищувач                                   | Дональд Райс Шейла Відналл                             | Дік Чейні Лес Еспін Вільям Перрі                                                     |                                                                |
| 15    |      | генерал Рональд Фоглемен (нар.27 січня 1942)                       | 26 жовтня 1994   | 1 вересня 1997  | 1041          | винищувач                                   | Шейла Відналл                                          | Вільям Перрі Вільям Коен                                                             |                                                                |
| (ТВО) |      | генерал Ральф Ебергарт (нар.6 грудня 1946)                         | 2 вересня 1997   | 5 жовтня 1997   | 33            | винищувач                                   | Шейла Відналл                                          | Вільям Коен                                                                          |                                                                |
| 16    |      | генерал Майкл Раян (нар.24 грудня 1941)                            | 6 жовтня 1997    | 5 вересня 2001  | 1430          | винищувач                                   | Шейла Відналл Віттен Пітерс Джеймс Рош                 | Вільям Коен Дональд Рамсфелд                                                         |                                                                |
| 17    |      | генерал Джон Філіп Джампер (нар.4 лютого 1945)                     | 6 вересня 2001   | 2 вересня 2005  | 1457          | винищувач                                   | Джеймс Рош                                             | Дональд Рамсфелд                                                                     |                                                                |
| 18    |      | генерал Майкл Мозлі (нар.3 вересня 1949)                           | 2 вересня 2005   | 12 липня 2008   | 1044          | винищувач                                   | Майкл Вінн                                             | Дональд Рамсфелд Роберт Гейтс                                                        |                                                                |
| (ТВО) |      | генерал Дункан Макнабб (нар.8 серпня 1952)                         | 12 липня 2008    | 12 серпня 2008  | 31            | військово-транспортна авіація               | Майкл Донлі                                            | Роберт Гейтс                                                                         |                                                                |
| 19    |      | генерал Нортон Шварц (нар.14 грудня 1951)                          | 12 серпня 2008   | 10 серпня 2012  | 1459          | військово-транспортна авіація та літаки ССО | Майкл Донлі                                            | Роберт Гейтс Леон Панетта                                                            |                                                                |
| 20    |      | генерал Марк Велш III (нар.26 січня 1953)                          | 10 серпня 2012   | 1 липня 2016    | 1414          | штурмовик та винищувач                      | Майкл Донлі Дебора Лі Джеймс                           | Леон Панетта Чак Гейгель Ештон Картер                                                |                                                                |
| 21    |      | генерал Девід Голдфейн (нар.21 грудня 1959)                        | 1 липня 2016     | 6 серпня 2020   | 1497          | винищувач                                   | Дебора Лі Джеймс Гізер Вілсон Барбара Баррет           | Ештон Картер Джеймс Меттіс Марк Еспер                                                |                                                                |
| 22    |      | генерал Чарльз Браун (нар.1962)                                    | 6 серпня 2020    | 29 вересня 2023 | 1837          | винищувач                                   | Барбара Баррет Франк Кенделл                           | Марк Еспер Ллойд Остін                                                               | Голова Об'єднаного комітету начальників штабів США (з 2023)    |
| 23    |      | генерал Девід Алвін (нар.1963)                                     | 2 листопада 2023 | чинний          | 654           | військово-транспортна авіація               | Франк Кенделл                                          | Ллойд Остін                                                                          |                                                                |